# Ленстра, Маррит (конькобежка)
Маррит Ленстра (нидерл. Marrit Leenstra; род. 10 мая 1989, Вейкел, Фрисландия) — нидерландская конькобежка, олимпийская чемпионка 2014 года, серебряный и бронзовый призёр зимних Олимпийских игр 2018 года, трёхкратная чемпионка мира и двукратная серебряный призёр, чемпионка Европы и трёхкратная бронзовый призёр.

## Биография
Маррит Ленстра начала кататься на коньках в возрасте 3-х лет на естественной ледовой дорожке в своем родном городе Вейкел. Она вступила в клуб конькобежного спорта в возрасте 10 лет в Херенвене.
Её первый крупный успех пришёл, когда в 2004 году выиграла «бронзу» на чемпионате Нидерландов среди юниоров в спринтерском многоборье. В 2006 году заняла 2-е место в этом турнире, а на юниорском чемпионате Нидерландов в классическом многоборье стала победительницей в общем зачёте. В 2007 году Ленстра дебютировала за сборную на Кубке мира в Москве, а в сезоне 2007/08 она установила мировой рекорд среди юниоров на дистанции 1500 м со временем 1:56,47 сек на этапе Кубка мира в Солт-Лейк-Сити.
В 2008 году она прошла квалификацию на чемпионат Европы в Коломне и заняла 6-е место в классическом многоборье, следом на чемпионате мира в классическом многоборье в Берлине она заняла 12-е место. На юниорских соревнованиях результаты были гораздо лучше. В конце февраля на чемпионате мира в Чанчуне выиграла «золото» в многоборье и в командной гонке.
Следующие 2 года были не совсем удачными для Ленстры, 10-е место в забеге на 1500 м на чемпионате мира в Ричмонде и 3-е место на чемпионате Нидерландов на этой же дистанции в 2009 году и 3-е место в многоборье на национальном первенстве в марте 2010 года не помогли ей попасть на олимпиаду 2010 года. Большой прорыв у Ленстры произошёл в сезоне 2010/11 года.
Она выиграла чемпионат Нидерландов по многоборью, заняла 3-е место в многоборье на чемпионате Европы в Коллальбо и 4-е место на чемпионате мира в Калгари в многоборье. Также заняла 4-е место на чемпионате мира на одиночных дистанциях в Инцелле на дистанции 1000 метров, 2-е место в командной гонке преследования и 2-е место в зачете Кубка мира на дистанции 1500 метров.
В 2012 году Ленстра выиграла чемпионат Нидерландов в классическом многоборье и заняла 3-е место в спринтерском, заняла 8-е место в спринтерском многоборье на чемпионате мира в Калгари и 13-е место в классике на чемпионате мира в Москве. В 2013 году выиграла вместе с Ирен Вюст и Диане Валкенбюрг командную гонку на чемпионате мира на одиночных дистанциях в Сочи и заняла 8-е место в забеге на 1000 м.
В октябре 2013 года второй год подряд она выиграла чемпионат Нидерландов на дистанции 1000 м. В феврале 2014 года Ленстра впервые участвовала на зимних Олимпийских играх в Сочи на дистанциях 500, 1000 и 1500 м и заняла соответственно 19-е, 6-е и 4-е места, а в командной гонке вместе с Ирен Вюст и Йорин тер Морс выиграла золотую медаль. В 2015 году заняла 2-е место в командной гонке на чемпионате мира в Херенвене.
В 2016 году она переехала в Базельга-ди-Пине, чтобы тренироваться со сборной Италии под руководством тренера Маурицио Маркетто. Её муж Маттео Анези в то время работал с Маркетто помощником тренера. В том же 2016 и 2017 годах Ленстра выиграла золотые медали в командной гонке на чемпионате мира в Коломне и на чемпионате мира в Канныне. В декабре 2017 года она заняла 2-е места в забегах на 500 и 1000 м и 3-е место на 1500 м и прошла квалификацию на олимпиаду 2018 года.
В январе 2018 года на чемпионате Европы в Коломне Ленстра выиграла бронзовые медали на дистанциях 1000 и 1500 м и золотую в командной гонке. На зимних Олимпийских играх в Пхёнчхане она завоевала «серебро» в командной гонке и «бронзу» на дистанции 1500 м, в забеге на 1000 м стала 6-й. На чемпионате мира в Чанчуне ей не хватило совсем немного до подиума, она заняла 4-е место.
В марте она завершила зачёт Кубка мира на дистанции 1500 м на 2-м месте. В августе 2018 года Ленстра объявила о своём уходе из конькобежного спорта и намеревалась начать курс географической информатики в Вагенингенском университете в Нидерландах.

## Личная жизнь
Маррит Ленстра окончила Амстердамский университет в степени бакалавра наук в области изучения будущих планет, замужем за Маттео Анези, бывшим итальянским конькобежцем, олимпийским чемпионом 2006 года. В 2021 году у них родилась дочь. Живут в Альпах, в Базельга-ди-Пине с 2016 года. В настоящее время она работает специалистом по географическим информационным системам (ГИС) и разработчиком программного обеспечения в Италии. Занимается в свободное время лёгкой атлетикой и фехтованием Её увлечения включают в себя чтение, просмотр фильмов, употребление кофе, кататься на велосипеде, ходить в походы. Маррит может говорить на голландском, английском, фризском и итальянском языках.